# 하코네가사키촌
하코네가사키촌(箱根ヶ崎村)은 도쿄부 니시타마군에 일찍이 존재했던 촌이다. 현재의 미즈호정 중부에 해당한다.

## 역사
- 1889년 4월 1일 - 정촌제 시행에 수반해, 가나가와현 니시타마군 하코네가사키촌, 이시하타촌, 도노가야촌, 나가오카촌이 성립하였다.
- 1893년 4월 1일 - 도쿄부에 이관되었다.
- 1940년 11월 10일 - 하코네가사키촌, 이시하타촌, 도노가야촌, 나가오카촌이 합병해 미즈호정이 신설되어, 동일 하코네가사키촌은 폐지되었다.

## 교통

### 철도
- 철도성
  - 하치코선